# 구 군산세관 본관
구 군산세관 본관(舊 群山稅關 本館)은 대한민국 전북특별자치도 군산시에 있는 건물로 대한제국 때에 군산에 세관을 설치하면서 건축되었다. 1994년 8월 10일 전북특별자치도의 기념물 제87호로 지정되었다가, 2018년 6월 22일 사적 지정 예고 절차를 거쳐, 2018년 8월 6일 대한민국의 사적 제545호로 지정되었다.

## 개요
벨기에에서 수입해 온 적벽돌로 되어 있는 유럽 양식의 건물로, 서울역사와 한국은행본점 건물과 같은 양식이다. 지붕은 연화조동판으로 되어있으며 지붕 위에는 3개의 뾰족한 탑이 있다. 외부는 벽돌로 짓고, 내부는 목조로 지었다.
이름이 알려지지 않은 독일인이 건물을 설계하였으며, 1899년(광무 3년) 5월 1일 인천세관 관할로 군산세관을 설치하였고, 1906년 청사를 계획, 1908년 6월 20일에 준공하였다. 1993년까지 85년 동안군산세관 본관으로 사용되다가 바로 옆 기존 감시소 건물을 허물고 새 청사를 지어 이전하고 2006년 9월부터 호남관세박물관으로 활용되고 있다.

## 사적 지정사유
1908년 군산항에 군산세관의 본관으로 건립된 건물로서 당시 감시계 청사 및 감시 망루 등 다수의 시설물들이 함께 있었으나 현재는 본관과 창고만이 남아 있다. 개항 초기 우리나라에 도입된 서양식 건축기법 등을 그대로 보여주고 있을 뿐만 아니라 건립 당시 건물의 원형을 비교적 잘 유지하고 있다.

## 사진

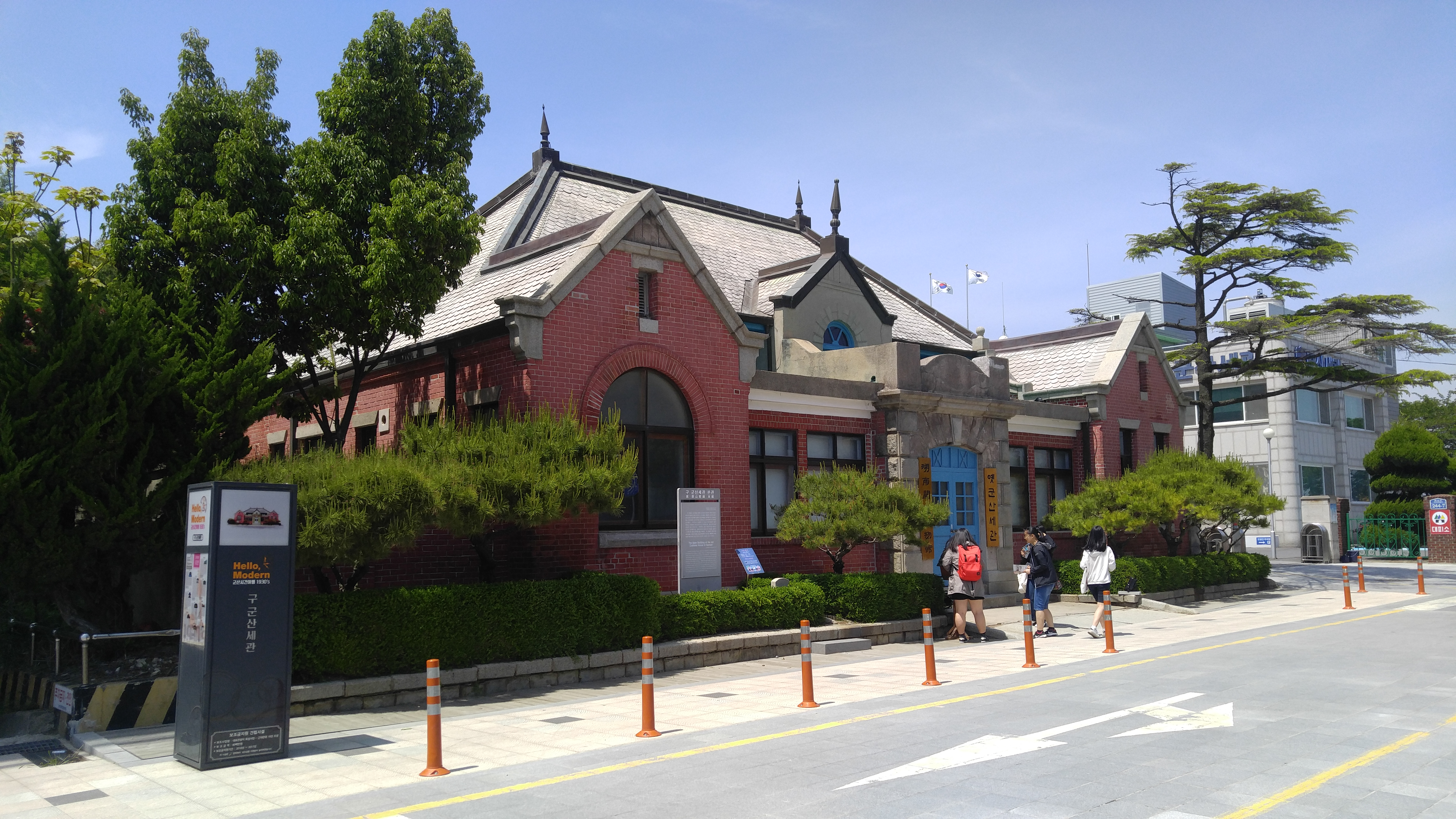
구군산세관
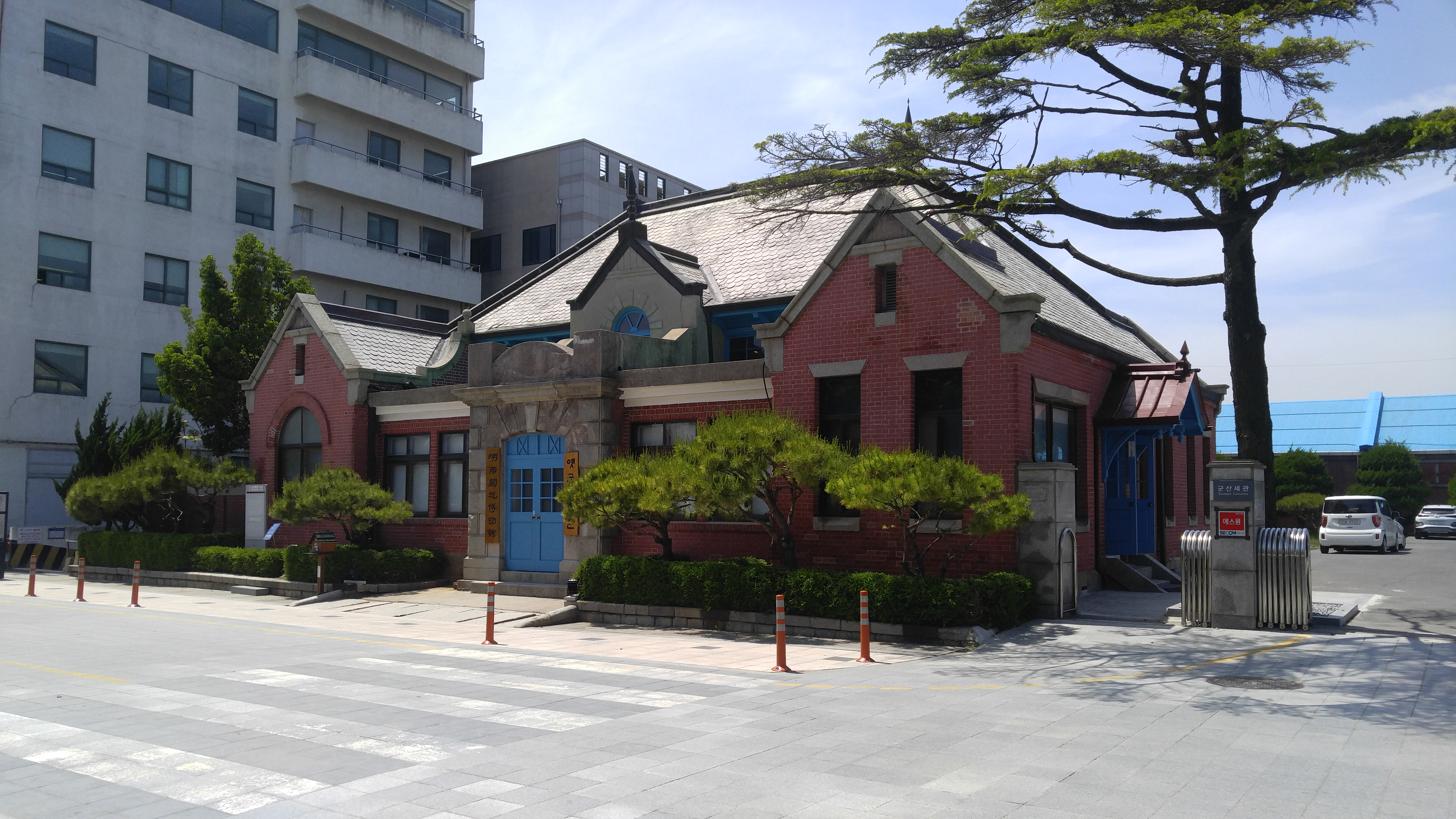
구군산세관
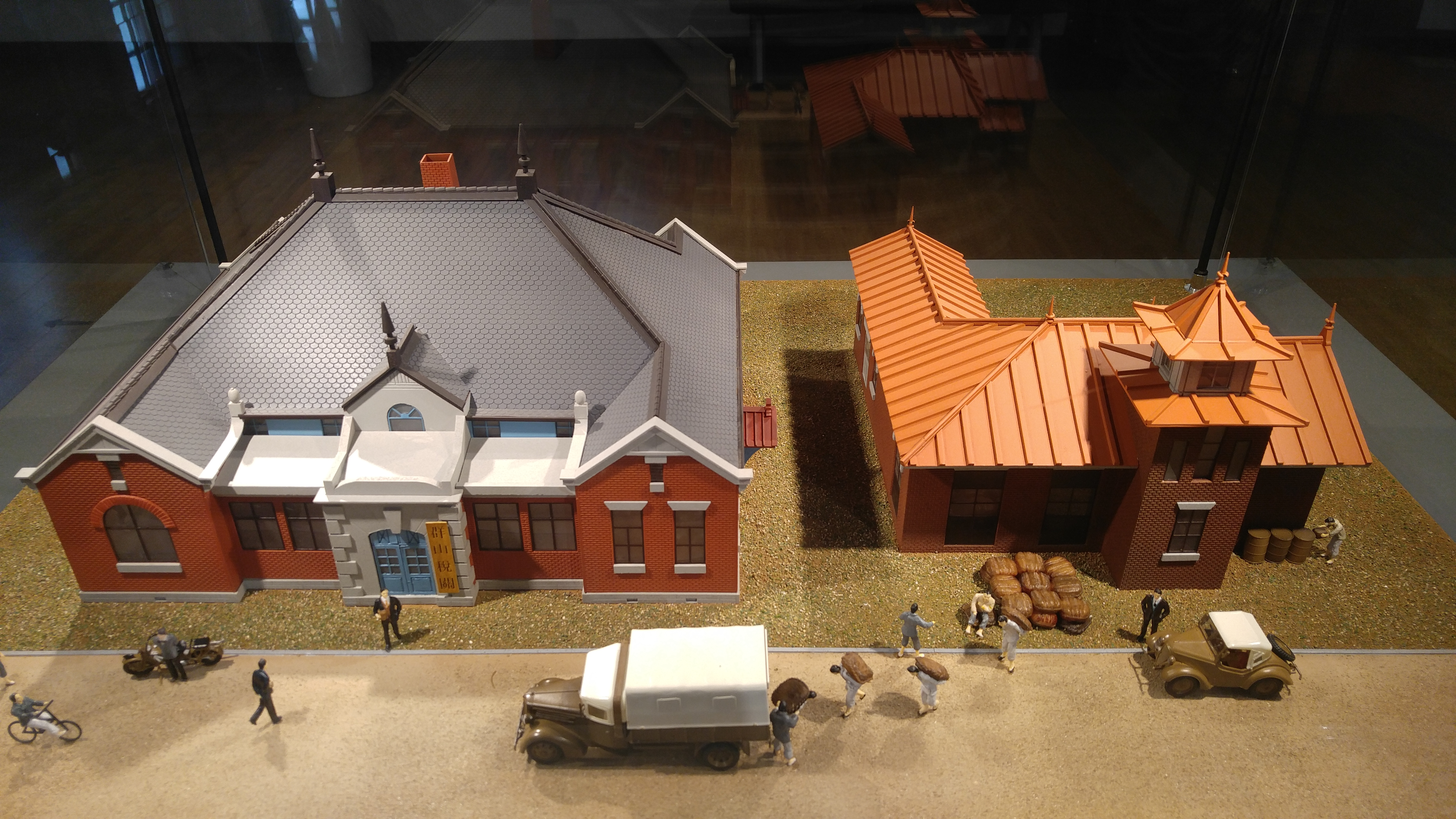
구군산세관 모형

## 참고 문헌
- 구 군산세관 본관 - 국가유산청 국가유산포털